# Paroxychara phrixus
Paroxychara phrixus är en insektsart som beskrevs av Ronald Gordon Fennah 1957. Paroxychara phrixus ingår i släktet Paroxychara och familjen sköldstritar. Inga underarter finns listade i Catalogue of Life.